# Sven Jacobsson
Sven Jacobsson   (Göteborg, 17 d'abril de 1914 - Göteborg, 9 de juliol de 1983) fou un futbolista suec de les dècades de 1930 i 1940.
Fou 7 cops internacional amb la selecció sueca amb la qual participà en la Copa del Món de Futbol de 1938.
Pel que fa a clubs, defensà els colors de GAIS.